# Ahmad Schafiq
Ahmad Muhammad Schafiq (arabisch أحمد محمد شفيق, DMG Aḥmad Muḥammad Šafīq, auch Ahmed Schafik; * 25. November 1941 in Kairo) ist ein Offizier der ägyptischen Luftstreitkräfte und Politiker. Während der Revolution 2011 war er kurzzeitig bis zum Sturz von Präsident Mubarak Premierminister. Bei der ersten postrevolutionären Präsidentschaftswahl im Juni 2012 stand er in der Stichwahl. Er gründete am 17. September 2012 die Ägyptische Patriotische Bewegung, eine politische Partei.

## Militärkarriere
Schafiq war Flugzeugpilot der ägyptischen Luftstreitkräfte und befehligte später eine Flugzeugstaffel. Während des Abnutzungskrieges war Schafiq Kommodore eines Geschwaders und übernahm dann das Kommando über eine Luftwaffenbasis. Während des Jom-Kippur-Krieges kämpfte Schafiq als Kampfpilot unter dem Kommando von Husni Mubarak. Es heißt, dass Schafiq am 14. Oktober 1973 bei al-Mansura zwei israelische Flugzeuge abgeschossen hat. Später war Schafiq Kommandeur der luftakrobatischen Staffel der ägyptischen Luftwaffe.
Zu den von ihm in seiner Dienstzeit geflogenen Flugzeugtypen gehören MiG-17, MiG-21 und Dassault Mirage 2000. 1984 wurde er zum Militärattaché an der ägyptischen Botschaft in Rom ernannt, wo er bis 1986 blieb. In den Jahren 1988 bis 1991 hatte Schafiq mehrere Kommandostellen im Militär inne. Im September 1991 wurde er zum Generalstabschef der Luftwaffe ernannt. Er blieb auf diesem Posten bis 1996, als er zum Kommandeur der Luftwaffe befördert wurde. 2002 wurde er Minister für die Zivilluftfahrt.

## Regierungsämter unter Mubarak
Schafik war seit 2002 Minister für Zivilluftfahrt unter Präsident Mubarak.
Nach Ausbruch der Revolution im Januar 2011 ernannte Mubarak ihn als Nachfolger von Ahmad Nazif zum Premierminister von Ägypten. Seine Amtszeit währte jedoch nur kurz, vom 29. Januar bis zum 3. März 2011.
Nach Mubaraks Sturz und der Machtübernahme durch den Obersten Rat der Streitkräfte (SCAF) blieben die Minister des Kabinetts Schafiq zunächst im Amt.
Am 21. Februar 2011 wurden 11 Minister gegen bisherige Oppositionelle ausgetauscht. Schafiq trat am 3. März nach heftiger Kritik zurück. Sein Nachfolger als Premierminister wurde Mubaraks ehemaliger Verkehrsminister Essam Scharaf, der erste Zivilist im Amt des Regierungschefs.

## Präsidentschaftskandidatur 2012
Bei der Präsidentschaftswahl in Ägypten 2012 erhielt er als unabhängiger Kandidat die zweitmeisten Stimmen und trat am 16./17. Juni in der Stichwahl gegen Mohammed Mursi (Freiheits- und Gerechtigkeitspartei) an, welche er mit 48,3 zu 51,7 Prozent knapp verlor.

## Verfahren
Am 11. September 2012 wurde ein Verfahren gegen Schafiq wegen Korruption eröffnet. Ihm wurde vorgeworfen, in den 1990er-Jahren als Vorsitzender einer Wohnungsbaugesellschaft ein Stück Land an Gamal und Alaa Mubarak unter Marktwert verkauft zu haben.

## Präsidentschaftskandidatur 2018
Seit 2012 lebte Ahmad Schafiq mit seiner Familie in den Emiraten im Exil. Nach seiner Ankündigung, für die Präsidentschaftswahl in Ägypten 2018 zu kandidieren, wurde er am 2. Dezember 2017 ausgewiesen und in ein Flugzeug nach Kairo gesetzt. Seine Familie sagt, dass weder sie noch sein Anwalt ihn erreichen könnten. In einem Telefongespräch mit einem Fernsehsender bestritt Schafiq, dass er entführt worden sei.